# Bloková smyčka

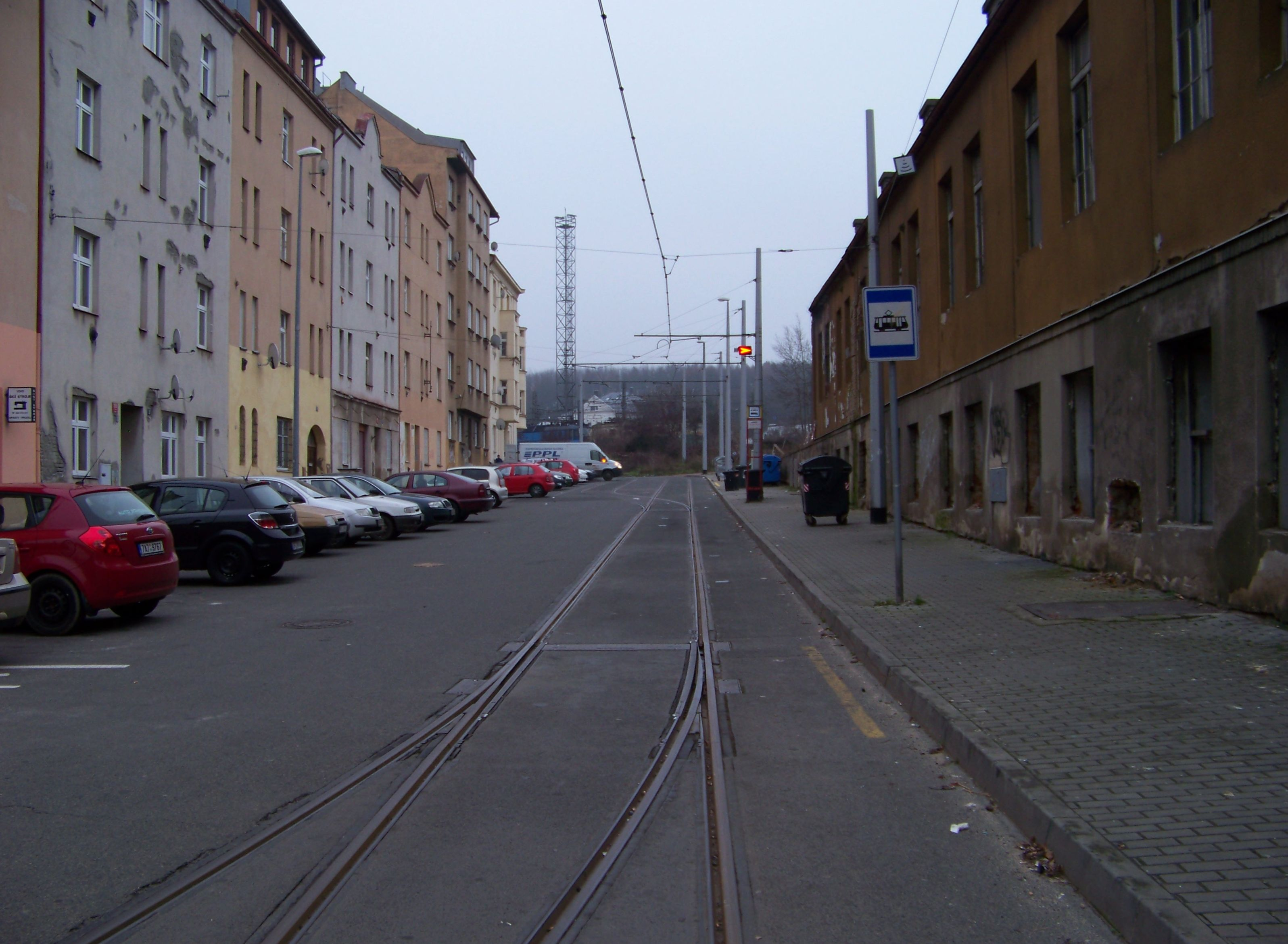
Bloková tramvajová smyčka Harfa v Praze-Vysočanech

Bloková smyčka je způsob obracení (otáčení) tramvají či trolejbusů (popř. jiných drážních vozidel), které není realizováno jako klasická točna (správněji smyčka), ale formou zpravidla jednosměrné části trati objíždějící blok domů nebo staveb. Blokovou smyčkou není nazývána určitá část tratě vedená v opačných směrech různými komunikacemi z důvodů stavebních (šířka komunikace) nebo dopravních (jednosměrné ulice), pokud neslouží k plynulé změně směru linky.
Blokové smyčky se využívají tehdy, pokud není v husté zástavbě prostor pro klasickou smyčku nebo pokud je to výhodnější z dopravních důvodů (jednodušší obsluha většího území).
Příkladem blokové smyčky jsou pražské zastávky Podolská vodárna nebo náměstí Bratří Synků.